# 세계는 돈다고 말하지만
〈세계는 돈다고 하지만〉(일본어: 世界はまわると言うけれど 세카이와마와루토이우케레도[*])는 가넷 크로우의 26번째 싱글이다.

## 해설
작사: 아즈키 나나, 작곡: 나카무라 유리, 편곡: 후루이 히로히토
발매는 겨울이지만, PV는 여름에 촬영됐다.
3번째인 〈Argentina〉는 “아르헨티나”로 읽으며, 무용수에 대해서 노래하고 있다. 커플링곡이면서, 인기가 있고, 라이브로도 빈번히 피로되고 있다.

## 수록곡
1. 세계는 돈다고 말하지만(世界はまわると言うけれど)
2. 저 쪽까지 빛을(彼方まで光を)
3. Argentina
4. 세계는 돈다고 말하지만 (Instrumental)

## 타이업
- 요미우리 TV 닛폰 TV계 전국 넷 애니메이션 《명탐정 코난》 닫는 곡

| TV 애니메이션 《명탐정 코난》 닫는 곡 2007년 10월 15일 (487화) ~ 2007년 12월 17일 (490화) |                                      |                                                                    |
| 이전 곡: 시즈쿠사 유미 〈I still believe ~한숨~〉                                         | 가넷 크로우 〈세계는 돈다고 하지만〉 | 다음 곡: 사에구사 유카 인 데시벨 〈눈 녹은 그 강이 흐르는 것처럼〉 |